# Гайнутдинов, Раис Галиевич
Раис Галиевич Гайнутдинов — российский тяжелоатлет, призёр чемпионатов России и Европы, обладатель Кубка России по тяжелой атлетике среди мужчин в весовой категории до 61 кг, мастер спорта России.

## Биография
Родился 24 июня 1991 года в городе Сосновка Вятско-Полянского района Кировской области. 
В 2004 году начал заниматься под руководством тренера Вахрушева Николая Гавриловича. Живя и тренируясь в городе Сосновка, в апреле 2008 года выиграл Первенство России по тяжелой атлетике среди юношей до 17 лет в весовой категории до 50 кг . В мае того же года выполнил норматив на мастера спорта России. Далее, Раис поступил в Санкт-Петербургское Училище Олимпийского резерва №2 и в октябре 2008 года снова выиграл Первенство России среди старших юношей до 18 лет в новой для себя весовой категории до 56 кг. Весной 2009 года одержал победу на Первенстве России среди юниоров до 20 лет в весовой категории 56 кг. В октябре того же года победа на Первенстве России среди старших юношей до 18 лет в весовой категории до 56 кг. Данные соревнования стали решающими для попадания Раиса в состав юниорской сборной команды России. В апреле 2010 года одержал победу на Первенстве России среди юношей до 56 кг. Июнь 2010 года – занял 3 место на Чемпионате России среди мужчин в весовой категории до 56 кг. Осень 2010 – 3 место на Первенстве Европы среди юниоров до 20 лет в весовой категории 56 кг (Лимассол, Кипр) (результат – 240 кг). В марте 2011 года – победа на Первенстве России среди юниоров до 20 лет в весовой категории до 62 кг. В августе 2011 года Раис поступил в Университет физической культуры и спорта им. П.Ф. Лесгафта в Санкт-Петербурге. В сентябре 2011 года одержал победу на Первенстве Европы среди юниоров до 20 лет в весовой категории до 62 кг (результат - 277 кг) (Бухарест, Румыния). В декабре 2011 года занял 2-е место на Кубке России в Санкт-Петербурге в весовой категории до 62 кг . Июнь 2012 года – 3-е место на Чемпионате России среди мужчин в весовой категории до 62 кг (Саранск). Июнь 2012 года – Победитель Первенства России до 24 лет в весовой категории до 62 кг . Май 2013 года – занял 2-е место на Чемпионате России среди мужчин в весовой категории до 62 кг (Казань). 
В 2013 году по семейным обстоятельствам переехал в Казань и перевелся в Поволжскую академию физической культуры, спорта и Туризма. В 2014 году в связи с травмами вынужден был закончить свою спортивную карьеру. В 2016 году получил диплом бакалавра Поволжской академии физической культуры, спорта и туризма по специальности «Физкультурное образование». В 2017 году возобновил тренировки и начал тренерскую работу в МКОУ ДО ДЮСШ пгт. Красная Поляна.
В сентябре 2018 года занял 3-е место на Чемпионате России в весовой категории до 62 кг (Ростов-на-Дону). В феврале 2019 года стал обладателем титула победителя Кубка России среди мужчин в весовой категории до 61 кг (Старый Оскол) . В марте 2019 года был приглашен в Национальную сборную России по тяжелой атлетике. В апреле 2019 года в составе мужской сборной России по тяжелой атлетике выступал на Чемпионате Европы по тяжелой атлетике  .
В мае 2019 года стал победителем Чемпионата Приволжского федерального округа по тяжелой атлетике и успешно отобрался на Чемпионат России  . На данный момент тренирует в МБУ СШ "Витязь" г. Сосновка.

## Спортивные результаты
- Первенство России по тяжёлой атлетике среди юношей 2008 года до 17 лет (до 50 кг)— ;
- Первенство России по тяжёлой атлетике среди старших юношей 2008 года до 18 лет (до 56 кг)— ;
- Первенство России по тяжёлой атлетике среди юниоров 2009 года до 20 лет (до 56 кг)— ;
- Первенство России по тяжёлой атлетике среди старших юношей 2009 года до 18 лет (до 56 кг)— ;
- Первенство России по тяжёлой атлетике среди юношей 2010 года (до 56 кг)— ;
- Чемпионат России по тяжёлой атлетике 2010 года (до 56 кг)— ;
- Первенство Европы среди юниоров 2010 года до 20 лет (до 56 кг)— ;
- Первенство России по тяжёлой атлетике среди юниоров 2011 года до 20 лет (до 62 кг)— ;
- Первенство Европы среди юниоров 2011 года до 20 лет (до 62 кг)— ;
- Кубок России по тяжёлой атлетике 2011 года (до 62 кг)— ;
- Чемпионат России по тяжёлой атлетике 2012 года (до 62 кг)— ;
- Первенство России по тяжёлой атлетике среди юношей до 24 лет 2012 года (до 62 кг)— ;
- Чемпионат России по тяжёлой атлетике 2013 года (до 62 кг)— ;
- Чемпионат России по тяжёлой атлетике 2018 года (до 62 кг)— ;
- Кубок России по тяжёлой атлетике 2019 года (до 61 кг) — ;

## Семейное положение
Женат, воспитывает 2 дочери